# Umm Ali

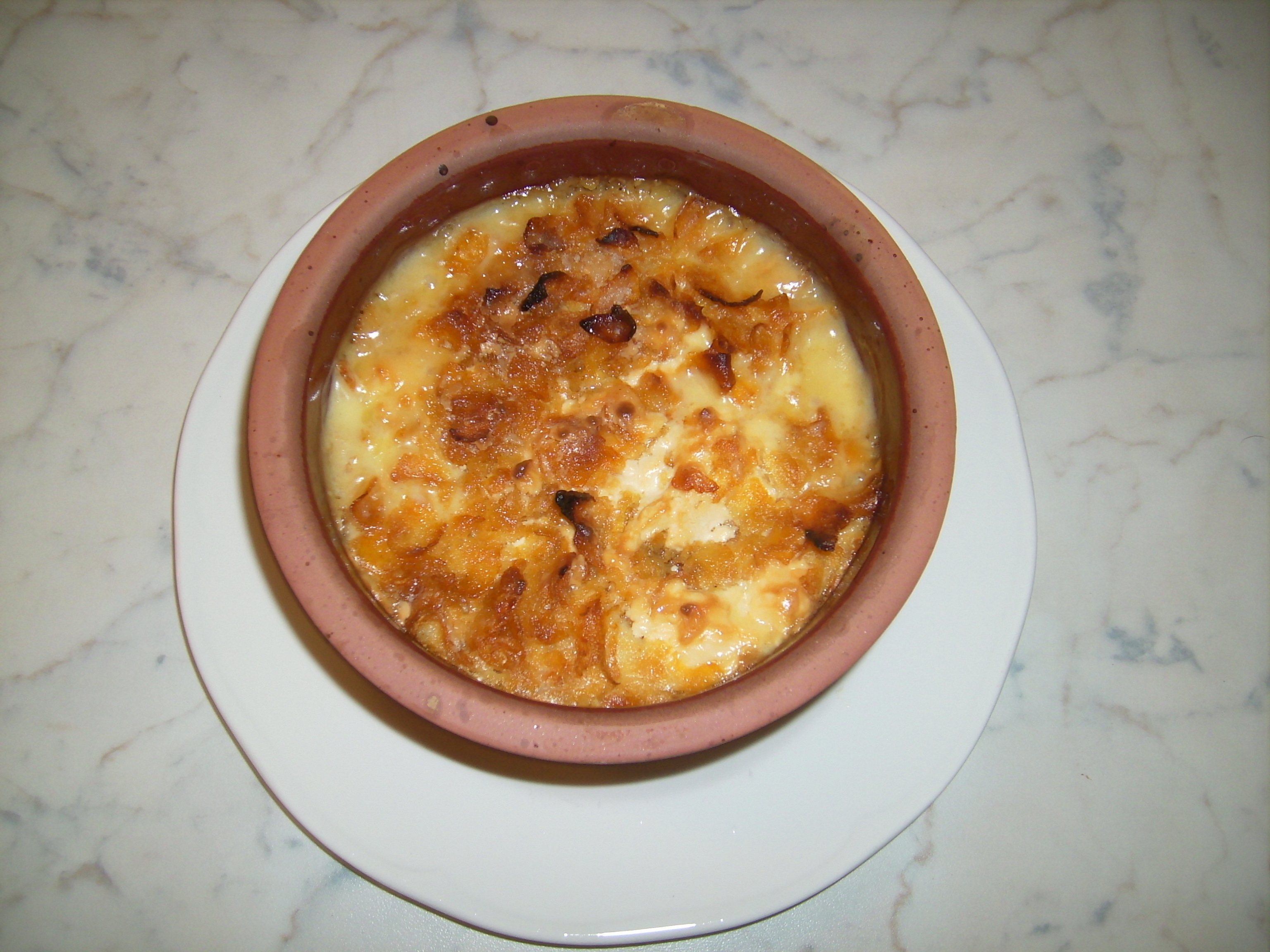
Om Ali

Umm Ali, Om Ali u Oumm Ali (árabe egipcio: ام على, "La madre de Ali") es un postre egipcio tradicional. A base de pasta de hojaldre (o pan) y almendras. Se lo suele servir caliente, pudiéndoselo acompañar con una cuchara de helado. Se caracteriza por su aroma a almendras.

## Ingredientes y receta
El Umm Ali posee una consistencia de una sopa o guiso espeso. El mismo se prepara utilizando masa de hojaldre (algunos lo reemplazan con pan), la que se coloca en un recipiente y se la cocina, para luego resquebrajarla. A esto se le agrega una mezcla de pasa de uva, almendras, nueces, pistacho, coco, con leche y crema, azúcar y vainilla. Esta mezcla se cocina en el horno.
Se sirve espolvoreado con hojuelas de almendra y coco rallado.